# Saint-Léger-Bridereix
Saint-Léger-Bridereix é uma comuna francesa na região administrativa da Nova Aquitânia, no departamento de Creuse. Estende-se por uma área de 8,1 km². Em 2010 a comuna tinha 200 habitantes (densidade: 24,7 hab./km²).